# M72
M72 (NGC 6981) е кълбовиден звезден куп, разположен по посока на съзвездието Водолей. Открит е от Пиер Мешен през 1780.
Купът се намира на 55 000 св.г. от Земята, далеч от ядрото на галактиката. Ъгловият му диаметър е около 5.9'.
В купа са открити около 40 променливи звезди, повечето от тип RR Lyr, което е обичайно за кълбовидните купове. Интегралната видима звездна величина на купа е +9.3.
Приема се, че е млад куп, понеже съдържа неколцина сини гиганти.